# Kibungo (Sektor)
Kibungo ist ein Sektor im Osten des Distrikts Ngoma in der Ostprovinz von Ruanda.

## Geographie
Der Sektor hat eine Fläche von 43,4 km² und liegt auf einer Höhe von etwa 1550 m. Er setzt sich aus den vier Zellen Cyasemakamba, Gahima, Gatonde und Mahango zusammen. Nachbarsektoren innerhalb des Distrikts sind im Norden Remera, im Südosten Rukira, im Süden Murama, im Südwesten Kazo und im Westen Rurenge.

## Bevölkerung
Nach der Volkszählung von 2022 liegt die Einwohnerzahl von Kibungo bei 31.445. Zehn Jahre zuvor waren es 28.338, was einem jährlichen Bevölkerungszuwachs von 1,1 Prozent zwischen 2012 und 2022 entspricht.

## Verkehr
Durch die Südseite des Sektors laufen die Nationalstraßen 4 und 6. Am Knotenpunkt dieser befindet sich der Hauptort Kibungo.